# Västerfjärden (Sävars socken, Västerbotten)
Västerfjärden är en sjö i Umeå kommun i Västerbotten och ingår i Sävarån-Tavelåns kustområde. Sjön har en area på 0,346 kvadratkilometer och ligger 1 meter över havet. Västerfjärden ligger i Sävarån Natura 2000-område.

## Delavrinningsområde
Västerfjärden ingår i det delavrinningsområde (708565-173342) som SMHI kallar för Mynnar i havet. Medelhöjden är 4 meter över havet och ytan är 2,06 kvadratkilometer. Det finns inga avrinningsområden uppströms utan avrinningsområdet är högsta punkten. Avrinningsområdets utflöde mynnar i havet. Avrinningsområdet består mestadels av skog (64 procent) och sankmarker (10 procent). Avrinningsområdet har 0,34 kvadratkilometer vattenytor vilket ger det en sjöprocent på 16,4 procent.